# Elezioni presidenziali nelle Filippine del 1992
Le elezioni presidenziali nelle Filippine del 1992 si tennero l'11 maggio.

## Risultati
| Candidati                | Partiti                              | Voti       | %     |
| ------------------------ | ------------------------------------ | ---------- | ----- |
| Fidel V Ramos            | Lakas-CMD                            | 5 342 521  | 23,58 |
| Miriam Defensor-Santiago | Partito della Riforma Popolare       | 4 468 173  | 19,72 |
| Eduardo Cojuangco Jr.    | Coalizione Popolare Nazionalista     | 4 116 376  | 18,17 |
| Ramon Mitra Jr.          | Lotta dei Filippini Democratici      | 3 316 661  | 14,64 |
| Imelda Marcos            | Movimento della Nuova Società        | 2 338 294  | 10,32 |
| Jovito Salonga           | Partito Liberale delle Filippine     | 2 302 124  | 10,16 |
| Salvador Laurel          | Partito Nazionalista delle Filippine | 770 046    | 3,40  |
| Totale                   | Totale                               | 22 654 195 | 100   |